# Spargo
Spargo is een Nederlandse funk-disco-popgroep die hits scoorde als You and Me (1980), Head up to the Sky (1980), One Night Affair (1981), Just for You (1981) en Hip Hap Hop (1982). Ze brachten de volgende albums uit: Good Time Spirit (1980), Go (1981), Hold On (1982) en Step by Step (1984).

## Geschiedenis

### Succes
Spargo werd in 1975 opgericht door de Amsterdammers Ruud Mulder (gitaar, zang, speelde eerder in rock/bluesgroup Space 7,1967-1975), Hans Elbersen (gitaar, zang, speelde ook eerder in rock/bluesgroup Space 7), Ellert Driessen (toetsen, zang, componist, 1958), Jef Nassenstein (bas, zang) en Leander Lammertink (drums). Eind jaren 70, ruim na het vertrek van Elbersen, kreeg de groep versterking van de van oorsprong Amerikaanse zangeres Lilian Day Jackson. (geboren 3 maart 1960 in Parijs en overleden op 24 april 2023). Zij was een stiefdochter van Art Blakey  en heeft onder andere bij Hans Dulfer gezongen. Met Jackson als leadzangeres en Driessen als zanger kreeg de groep zijn kenmerkende geluid en brak door.
De single You and Me werd de bestverkochte plaat van 1980 in Nederland en bereikte daar de nummer 1-positie. Ook buiten Nederland werd deze plaat een grote hit (onder andere nummer 1 in Italië, België, IJsland, Peru en Suriname).
Tussen augustus 1980 en maart 1982 scoorde Spargo nog vier top-5 hits in Nederland, maar het succes van You and Me (maart 1980) zou niet meer worden geëvenaard (zie discografie singles onderaan deze pagina).
Andere nummers uit deze periode waren onder andere: Worry (1980), Back in my arms again (1980), Inside Your Heart (1980), Sometimes - met een alternatieve versie als This Christmas - (1980), Hey you! (1981), Running From Your Lovin'.
In 1980 werd Spargo door Veronica uitgekozen als "special"  binnen een uitzending van het gerenommeerde popprogramma Countdown.

### Nadagen
Na de lente van 1982 kreeg Spargo geen top-5 noteringen meer, wel haalden vier nummers uit de periode oktober 1982 - maart 1984 nog een 15de tot 29ste plaats in de Nederlandse hitparade als hoogste notering (zie discografie singles onderaan deze pagina), zoals: So Funny (oktober 1982) en Do You Like Me (juli 1983).
Lilian Day Jackson en Leander Lammertink vertrokken eind 1983. Met drummer René van Collem (bekend van Doe Maar) en een nieuwe zangeres werd het album Step by Step opgenomen waarvan Lady de eerste single werd (15de plaats als hoogste notering). De hoogtijdagen (± maart 1980 - maart 1982) waren echter voorbij en in 1985 hield Spargo het voor gezien.

### Reünies
In 1997 bracht Sander Meuwese de originele bezetting, aangevuld met Jacksons broer Larry (o.a. bekend van De Grote Meneer Kaktus Show) op percussie, weer bij elkaar om een nieuw nummer (Indestructible) op te nemen voor een Best Of-cd; daarna volgden er live- en televisie-optredens, onder andere in 1998 een eenmalige uitzending van Toppop (ter gelegenheid van 75 jaar AVRO), Vrienden van Amstel en Goud van Oud. Jef Nassenstein, televisieproducer, was niet bij alle optredens aanwezig.
Eind 2015 gaf Spargo in de volledige bezetting een mini-concert tijdens het Let's Dance-evenement van Humberto Tan in een uitverkocht Ziggo-Dome.
Aangevuld met de zoon van Driessen en een achtergrondkoor stond de band in juni 2017 op het 40 UP-festival.
Eind 2019 trad Spargo in Ziggo-Dome op tijdens het Muziekfeest van het Jaar voor uitzending op oudejaarsavond. Jef Nassenstein was niet aanwezig en de basisgitarist werd vervangen. Nassenstein overleed op 19 maart 2025, op 72-jarige leeftijd.

## Solo-activiteiten
Ruud Mulder formeerde met ex-Dolly Dot Angela Groothuizen de band Angela & the Rude en deed mee aan de reünie-bezetting van Roberto Jacketti & the Scooters (ooit ontdekt door Groothuizen).
Ellert Driessen verhuisde in 1988 naar Londen; hij bracht een solo-album uit en ging vooral liedjes voor anderen componeren; onder andere
Het Grote Meneer Kaktuslied (1985), Banger Hart van Rob de Nijs (1996), Never nooit meer van Gordon & Re-Play (1999) en het Eurovisiesongfestival-liedje No goodbyes van Linda Wagenmakers (2000).
Lilian Day Jackson speelde een gastrol in de serie Kanaal 13 (als vriendin van Pim); daarna vertrok ze in 1985 naar Amerika waar ze de solo-single Got To Control It opnam. Ook zong Jackson bij Menace en saxofoniste Kit McClure met wie ze optrad in de tv-show van Joan Rivers. Midden jaren 90 keerde Jackson terug naar Nederland; sindsdien is ze van een dochter bevallen, zong ze in diverse bands en nam ze het in de eerste aflevering van The Winner Is... op tegen Loïs Lane. 30 december 2013 was ze samen met Driessen te zien in een aflevering van Top 2000 a Go-Go. Jackson overleed op 24 april 2023.

## Discografie

### Singles
| Single met eventuele hitnotering(en) in de Nederlandse Top 40 | Datum van verschijnen | Datum van binnenkomst | Hoogste positie | Aantal weken | Opmerkingen |
| ------------------------------------------------------------- | --------------------- | --------------------- | --------------- | ------------ | ----------- |
| You and me                                                    |                       | 15-3-1980             | 1               | 14           |             |
| Head up to the sky                                            |                       | 23-8-1980             | 5               | 9            |             |
| Sometimes                                                     |                       | 13-12-1980            | 23              | 6            |             |
| One night affair                                              |                       | 21-3-1981             | 4               | 11           |             |
| Just for you                                                  |                       | 5-9-1981              | 5               | 9            |             |
| Hip hap hop                                                   |                       | 27-3-1982             | 5               | 8            | Alarmschijf |
| So funny                                                      |                       | 23-10-1982            | 29              | 4            |             |
| Goodbye                                                       |                       | 25-12-1982            | 29              | 3            |             |
| Do you like me                                                |                       | 23-7-1983             | 26              | 5            |             |
| Lady                                                          |                       | 24-3-1984             | 15              | 6            | Alarmschijf |
| I'm in love                                                   |                       | 11-8-1984             | tip             |              |             |
| Indestructible                                                |                       | 13-9-1997             | tip             |              |             |

### NPO Radio 2 Top 2000
| Nummers met noteringen in de NPO Radio 2 Top 2000 | '99 | '00  | '01  | '02  | '03  | '04  | '05  | '06  | '07  | '08  | '09-'17 | '18  |
| ------------------------------------------------- | --- | ---- | ---- | ---- | ---- | ---- | ---- | ---- | ---- | ---- | ------- | ---- |
| Just for You                                      | -   | 1781 | -    | -    | -    | -    | -    | -    | -    | -    | -       | -    |
| You and Me                                        | 974 | 1411 | 1153 | 1616 | 1137 | 1617 | 1639 | 1490 | 1858 | 1552 | -       | 1461 |

1. ↑  Een '-' betekent dat het nummer niet was genoteerd en een vetgedrukt getal geeft de hoogste notering van een nummer aan.
2. ↑  Deze tabel is bijgewerkt tot en met de meest recente editie (2024).